# Peștera Neagră-Zăpodie
Peștera Neagră-Zăpodie face parte din complexul carstic Groapa de la Bârsa aflat în Munții Apuseni, zona Padiș. Este situată în zona centrală a Munților Bihorului, în cadrul complexului carstic Padiș-Cetățile Ponorului, la 1.090 m alt. Datorită joncțiunii naturale, realizată în 1974, între Peștera Neagră și Peștera de la Zăpodie, rețeaua totală a galeriilor însumează 12,1 km (locul 7 în România), fiind cunoscută în prezent sub denumirea de Peștera Neagră-Zăpodie. Galeriile prezintă numeroase lacuri, cascade, marmite, sifoane. Este o peșteră foarte greu accesibilă.

## Localizare
Se poate ajunge la Peștera de la Zăpodie din Padiș (6 km) urmând marcajul bandă roșie pe Valea Cetăților până în Poiana Bălăleasa.  De aici pe traseul bandă galbenă și punct roșu, pe marginea Gropii de la Bârsa se ajunge la Ghețarul de la Bârsa. Din acest loc urmând marcajul punct galben se ajunge la Peștera de la Zăpodie. Intrarea este foarte aproape de punctul în care Pârâul Zăpodiei se pierde la baza unui perete de 20 m înălțime.

## Istoric
Zona de la intrarea în Peștera de la Zăpodie, pe o lungime de 78 m, a a fost cartată și explorată în anul 1952 de catre I. Viehmann si M. Bleahu. Clubul Z Oradea preia explorarile în 1973. O echipă condusă de Liviu Valenaș descoperă continuarea peșterii, explorează și cartează aproape 10 km de galerii. Prin joncțiunea cu Peștera Neagră lungimea totală ajunge la 12 048 m.

## Descriere
Peștera de la Zăpodie drenează în subteran întreaga apă din Gropa de la Bârsa. Cursul Sudic, care vine din Peștera Neagră, drenează bazinul închis Ștevia Lupii, pâraiele central-sudice din Groapa de la Bârsa, ca și rețeaua de doline din jurul Ghețarului de la Focul Viu. Cursul Nordic drenează Ghețarul de la Bârsa și toate dolinele și pâraiele central-nordice din Groapa de la Bârsa. Face excepție Pârâul Zăpodie, care se drenează printr-o peștera proprie, Ponorul Zăpodie. 
Intrarea în Peștera de la Zăpodie se află la altitudinea de 1090 m. Este o intrare largă, de 8 pe 4 m, prin care se intră în peștera ce are o vastă rețea subterană de peste 7 km, în care curg două râuri subterane. Împreună cu Peștera Neagră ea ajunge la lungimea de 12048 m, cu care se situează printre primele peșteri ca lungime din România.
Pe primii 200 m ai Galeriei de acces alternează locuri strâmte cu săli circulare sau săritori de pâna la 6 m înălțime. Prima sală adăpostește un ghețar temporar. În partea finală galeria prezintă numeroase meandre și se reduce în dimensiuni până la câțiva zeci de centimetri, foarte greu de trecut.
Galeria de acces se sfârșește în Cursul Nordic care în amonte  se prezintă ca o galerie de dimensiuni  medii întreruptă de câteva săli. În aval continuă la început sinuos și sfârșește într-un sifon impermeabil. O laterală fosilă frumos ornată depășește sifonul și interceptează iar activul debușând în Sala Mare (107/24 m). Urmează o galerie terminată cu Sifonul 2. Și acesta poate fi evitat pe o galerie largă care dă acces în Sala Argilei de mari dimensiuni (57/24 m). Din această sală pornesc mai multe galerii de dimensiuni diferite. Cursul de apa merge pe una strâmtă și sinuoasă care se adâncește brusc ca să se termine într-un sifon impenetrabil la -162 m., adâncimea maximă a peșterii. 
O altă galerie ce pleacă din Sala Argilei este Marele Meandru, un labirint compicat din care se desprinde Galeria Marilor Lacuri care dă acces printr-o săritoare de 16 m la Cursul Sudic. Acesta drenează un puternic pârâu subteran. În aval el înaintează câteva sute de metri formând marmite și cascade succesive.  În amonte dimensiunile galeriei sunt impresionante, pe alocuri atingând 45 m lățime și 45 m înălțime. Întreaga gamă de formațiuni carstice poate fi întâlnite aici, stalactite, stalagmite, scurgeri parietale, coloane, etc. Dupa 700 m galeria se termină cu Lacul Sifon. Acesta a fost trecut de scafandru autonom în 1974 făcând joncțiunea cu Peștera Neagră.

## Condiții de vizitare
Peștera este foarte periculoasă din cauza posibilelor viituri, se recomandă numai speologilor experimentați. Sunt necesare costume impermeabile, surse multiple de iluminat, corzi, blocatoare coborâtoare, barcă, pitoane.